# Hul i universet
 For alternative betydninger, se Hul.
Hul i universet eller Hullet i universet referer til et usædvanligt område i universet, som er usædvanlig koldt, tomt og stort. Udtrykket er et populærvidenskabelig udtryk, for områder i universet, som ikke er helt tomme som navnet ellers antyder, med blot indeholder under 1/10 af den normale densitet i universet. Områderne blev først opdaget af Stephen Gregory og Laird A. Thompson.
Mens sådanne "huller" ikke er usædvanlige, det er størrelsen af dette specifikke "hul" der det usædvanlige, det er nemlig meget større og mere tomt end hvad de eksisterende modeller tillader, der gør området til lidt af en gåde. Dette område blev opdaget i sommeren 2007 , og befinder sig otte milliarder lysår borte i retning af stjernebilledet Eridanus.